# Таценківські дуби-велетні
Таце́нківські дуби́-ве́летні — ботанічна пам'ятка природи місцевого значення в Україні. Розташована в межах Обухівської міської громади Обухівського району Київської області, в селі Таценки.
Площа — точковий об'єкт га, статус отриманий у 2018 році. Перебуває у віданні: Обухівська міська рада.
Являє собою 10 старовікових дерев дуба звичайного віком біля 200 років. Висота дерев пересічно становить 24—28 м, завтовшки 150 см. На висоті 1,3 м. дерева мають в охопленні 4,7 м.